# Căpitan (dregător)
Căpitan este un termen care desemna o dregătorie în evul mediu românesc. 
Zapciul, în afară de cel care strângea birul în evul mediu românesc, era și un grad în armată, echivalent cu cel de căpitan.